# Vincenzo Crocitti
Vincenzo Vittorio Crocitti (Roma, 16 luglio 1949 – Roma, 29 settembre 2010) è stato un attore italiano.

## Biografia
Nato e cresciuto a Roma da padre originario della provincia di Campobasso e da madre originaria di Cosenza, esordì nel mondo del cinema con il musicarello Nel sole (1967) e, successivamente, recitò nel telefilm Orzowei, il figlio della savana (1976); sempre in questo anno sarà presente in Squadra antiscippo, per la regia di Bruno Corbucci (primo film della serie del maresciallo Nico Girardi interpretatato da Tomas Milian), nel ruolo di er Zagaja.
A 28 anni recitò la parte dell'amato figlio di Alberto Sordi in Un borghese piccolo piccolo (1977) di Mario Monicelli, grazie al quale vinse un premio speciale ai David di Donatello e il Nastro d'argento al migliore attore esordiente. Proseguì quindi la carriera con numerosi film della commedia all'italiana. Nel 1984 recitò la parte del giornalista in Uno scandalo perbene, diretto da Pasquale Festa Campanile, ispirato al caso Bruneri-Canella.
Dalla fine degli anni novanta lavorò soprattutto in TV. Dal 1998 al 2007 interpretò il ruolo del dottor Mariano Valenti nella serie Un medico in famiglia. Inoltre, dal 2002 al 2007 interpretò il ruolo del vice brigadiere Vittorio Bordi nella serie Carabinieri.
Nella prima metà degli anni duemila fu testimonial televisivo del Tribunale per i diritti del malato.

### Morte
Morì nella notte, a Roma, il 29 settembre 2010, all'età di 61 anni, dopo una lunga malattia; i funerali si svolsero due giorni dopo presso la basilica di San Giovanni Bosco, nel quartiere Don Bosco dove aveva trascorso molti anni della sua vita; fu sepolto nel cimitero Flaminio a Roma.

## Omaggi
Nel 2013 è stato istituito, dall'autore e promotore Francesco Fiumarella, il "premio Artistico Internazionale e Cinematografico Vincenzo Crocitti". La prima edizione si è svolta il 9 gennaio 2013 in Campidoglio a Roma.

## Filmografia

### Cinema

Vincenzo Crocitti (a destra) con Alberto Sordi nel film Un borghese piccolo piccolo (1977) di Mario Monicelli

- Nel sole, regia di Aldo Grimaldi (1967)
- Io non scappo... fuggo, regia di Franco Prosperi (1970) – non accreditato
- Roy Colt & Winchester Jack, regia di Mario Bava (1970)
- L'uccello migratore, regia di Steno (1972) – non accreditato
- I corpi presentano tracce di violenza carnale, regia di Sergio Martino (1973)
- Rugantino, regia di Pasquale Festa Campanile (1973)
- Giovannona Coscialunga disonorata con onore, regia di Sergio Martino (1973)
- Un ufficiale non si arrende mai, nemmeno di fronte all'evidenza. Firmato Colonnello Buttiglione, regia di Mino Guerrini (1973)
- La sculacciata, regia di Pasquale Festa Campanile (1974)
- I sette magnifici cornuti, regia di Luigi Russo (1974)
- Il colonnello Buttiglione diventa generale, regia di Mino Guerrini (1974)
- Romanzo popolare, regia di Mario Monicelli (1974)
- Il trafficone, regia di Bruno Corbucci (1974)
- Il giustiziere (The Human Factor), regia di Edward Dmytryk (1975)
- Il giustiziere di mezzogiorno, regia di Mario Amendola (1975)
- L'affittacamere, regia di Mariano Laurenti (1976) – non accreditato
- Squadra antiscippo, regia di Bruno Corbucci (1976)
- Amore grande, amore libero, regia di Luigi Perelli (1976)
- La madama, regia di Duccio Tessari (1976)
- La ragazza alla pari, regia di Mino Guerrini (1976)
- Melodrammore, regia di Maurizio Costanzo (1977)
- Un borghese piccolo piccolo, regia di Mario Monicelli (1977)
- La febbre americana, regia di Claudio De Molinis (1978)
- Avere vent'anni, regia di Fernando Di Leo (1978)
- Lady Lucifera, regia di José Ramón Larraz  (1979)
- Baila guapa, regia di Al Midweg (1979)
- Midnight Blue, regia di Raimondo Del Balzo (1979)
- La supplente va in città, regia di Vittorio De Sisti (1979)
- Ciao cialtroni!, regia di Danilo Massi (1979)
- Tesoromio, regia di Giulio Paradisi (1979)
- Rag. Arturo De Fanti, bancario precario, regia di Luciano Salce (1980)
- La settimana bianca, regia di Mariano Laurenti (1980)
- Casta e pura, regia di Salvatore Samperi (1981)
- Ciao nemico, regia di E.B. Clucher (1981)
- La settimana al mare, regia di Mariano Laurenti (1981)
- Aiutami a sognare, regia di Pupi Avati (1981)
- C'è un fantasma nel mio letto, regia di Claudio De Molinis (1981)
- Una vacanza del cactus, regia di Mariano Laurenti (1981)
- Pierino contro tutti, regia di Mariano Laurenti (1981)
- Pierino il fichissimo, regia di Alessandro Metz (1981)
- Il sommergibile più pazzo del mondo, regia di Mariano Laurenti (1982)
- Attila flagello di Dio, regia di Castellano e Pipolo (1982)
- Uno scandalo perbene, regia di Pasquale Festa Campanile (1984)
- Carabinieri si nasce, regia di Mariano Laurenti (1985)
- Ödipussi, regia di Vicco von Bülow (1988)
- Le finte bionde, regia di Carlo Vanzina (1989)
- Magnificat, regia di Pupi Avati (1993)
- Italia Village, regia di Giancarlo Planta (1994)
- Uomini sull'orlo di una crisi di nervi, regia di Alessandro Capone (1995)
- Arrivano gli italiani, regia di Eyal Alfont (1996)
- L'amico di Wang, regia di Carl Haber (1997)
- Il peso dell'aria, regia di Stefano Calvagna  (2007)
- La vita è una cosa meravigliosa, regia di Carlo Vanzina (2010)
- Una sconfinata giovinezza, regia di Pupi Avati (2010) – postumo

### Televisione
- Orzowei, il figlio della savana, regia di Yves Allégret – miniserie TV (1977)
- Nero su nero, regia di Dante Guardamagna – miniserie TV, 1 episodio (1978)
- Il prigioniero – film TV (1978)
- Cinema!!!, regia di Pupi Avati – miniserie TV, 3 episodi (1979)
- Illa: Punto d'osservazione, regia di Daniele D'Anza – miniserie TV (1981)
- Greggio e pericoloso – miniserie TV, 1 episodio (1981)
- I ragazzi di celluloide – miniserie TV (1981)
- Aeroporto internazionale – serie TV, 2 episodi (1985)
- Investigatori d'Italia, regia di Paolo Poeti – miniserie TV (1987)
- Piazza Navona – serie TV, episodio 4 (1988)
- Il vigile urbano – serie TV, 1 episodio (1989)
- È proibito ballare, regia di Fabrizio Costa e Cesare Bastelli – sitcom (1989)
- Pronto soccorso, regia di Francesco Massaro – miniserie TV, 8 episodi (1990)
- Beniamino Gad - Alle soglie dell'incubo – film TV (1994)
- Pazza famiglia – serie TV, 16 episodi (1995-1996)
- Morte di una strega, regia di Cinzia TH Torrini – miniserie TV (1996)
- Il ritorno di Arsenio Lupin – serie TV, 1 episodio (1996)
- Due per tre – serie TV, 1 episodio (1997)
- S.P.Q.R. – serie TV (1998)
- Vado e torno – film TV (1998)
- Un medico in famiglia – serie TV, 107 episodi (1998-2007)
- Anni '60, regia di Carlo Vanzina – miniserie TV, 2 episodi (1999)
- Indizio fatale – film TV (1999)
- La casa delle beffe, regia di Pier Francesco Pingitore – miniserie TV (2001)
- Nessuna paura, regia di Marcello Avallone – film TV (2001)
- Casa Vianello – serie TV, episodio 14x15 (2005)
- Don Matteo – serie TV, episodio 5x24 (2006)
- Carabinieri – serie TV, 34 episodi (2002-2007)
- I Cesaroni – serie TV, episodio 2x24 (2008)

## Teatro
- La grande magia di Eduardo De Filippo, regia di Giorgio Strehler, prima al Piccolo Teatro di Milano il 3 maggio 1985.
- Uomini sull'orlo di una crisi di nervi di Alessandro Capone, regia di Alessandro Capone
- Un mandarino per Teo di Garinei e Giovannini, regia di Gino Landi, tournée (1998-2000)

## Riconoscimenti
- David di Donatello
  - 1977 – David speciale per Un borghese piccolo piccolo

- Nastro d'argento
  - 1977 – Migliore attore esordiente per Un borghese piccolo piccolo

## Doppiatori italiani
- Vittorio Stagni ne L'affittacamere, Squadra antiscippo
- Paolo Lombardi ne Il colonnello Buttiglione diventa generale
- Manlio De Angelis ne Il trafficone
- Ferruccio Amendola in Avere vent'anni